# Ryosuke Kojima
Ryosuke Kojima (小島 亨介, 30 de gener de 1997) és un futbolista japonès. Va formar part de l'equip japonès a la Copa Amèrica de 2019.